# Bergenia

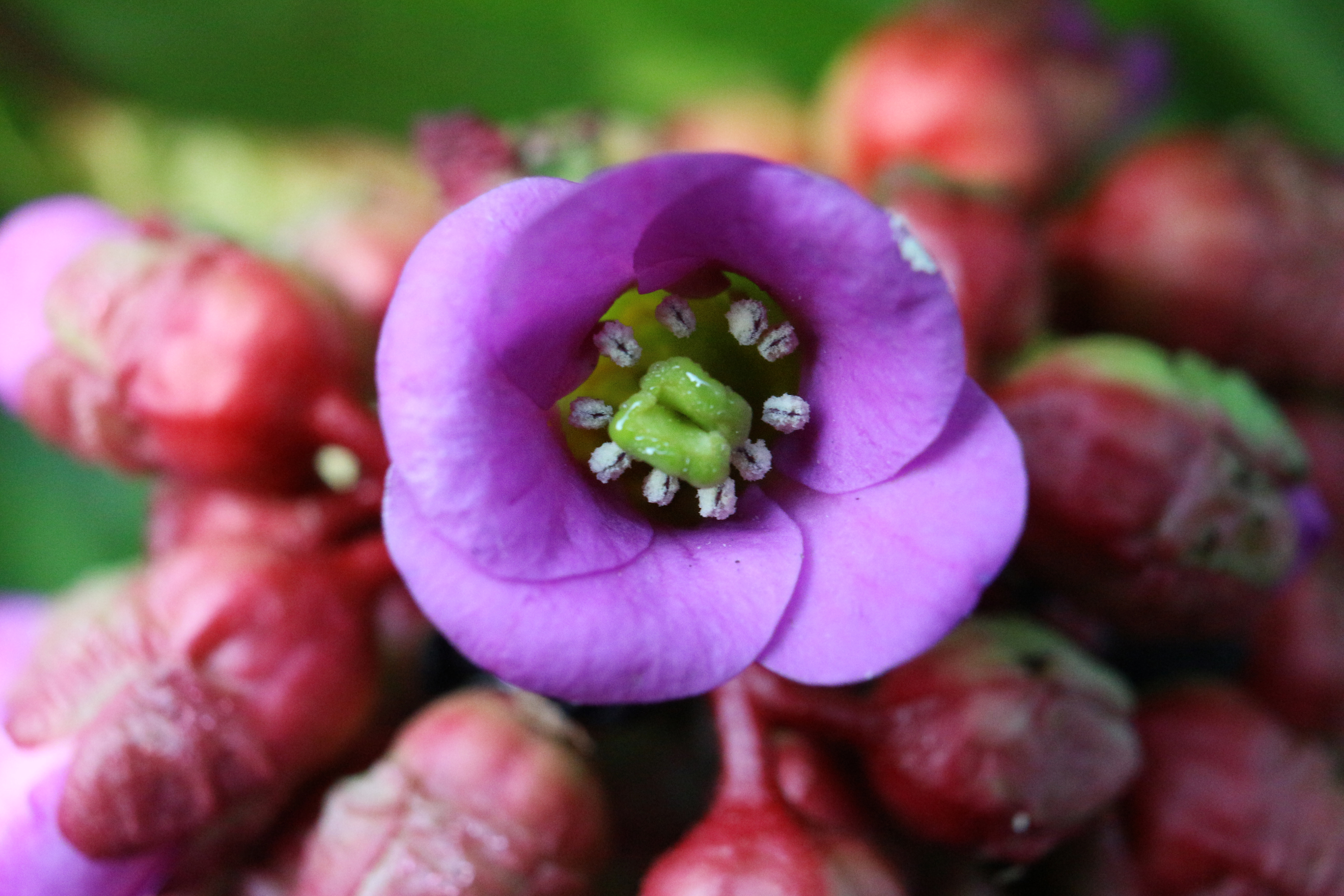
Kwiat B. cordifolia

Bergenia (Bergenia Moench) – rodzaj bylin z rodziny skalnicowatych. Obejmuje 9–10 gatunków pochodzących z Azji, od Afganistanu na zachodzie po chińskie prowincje Junnan i Syczuan na wschodzie, od Himalajów na południu, po Syberię na północy. W naturze rosną w wilgotnych miejscach na terenach skalistych i na urwiskach. Są bardzo tolerancyjne i łatwe w uprawie. Rozpowszechnione jako rośliny uprawne zarówno w chłodnym klimacie, jak i na cienistych stanowiskach w rejonie śródziemnomorskim. Nazwa naukowa upamiętnia Carla von Bergena (1704–1759).

## Morfologia

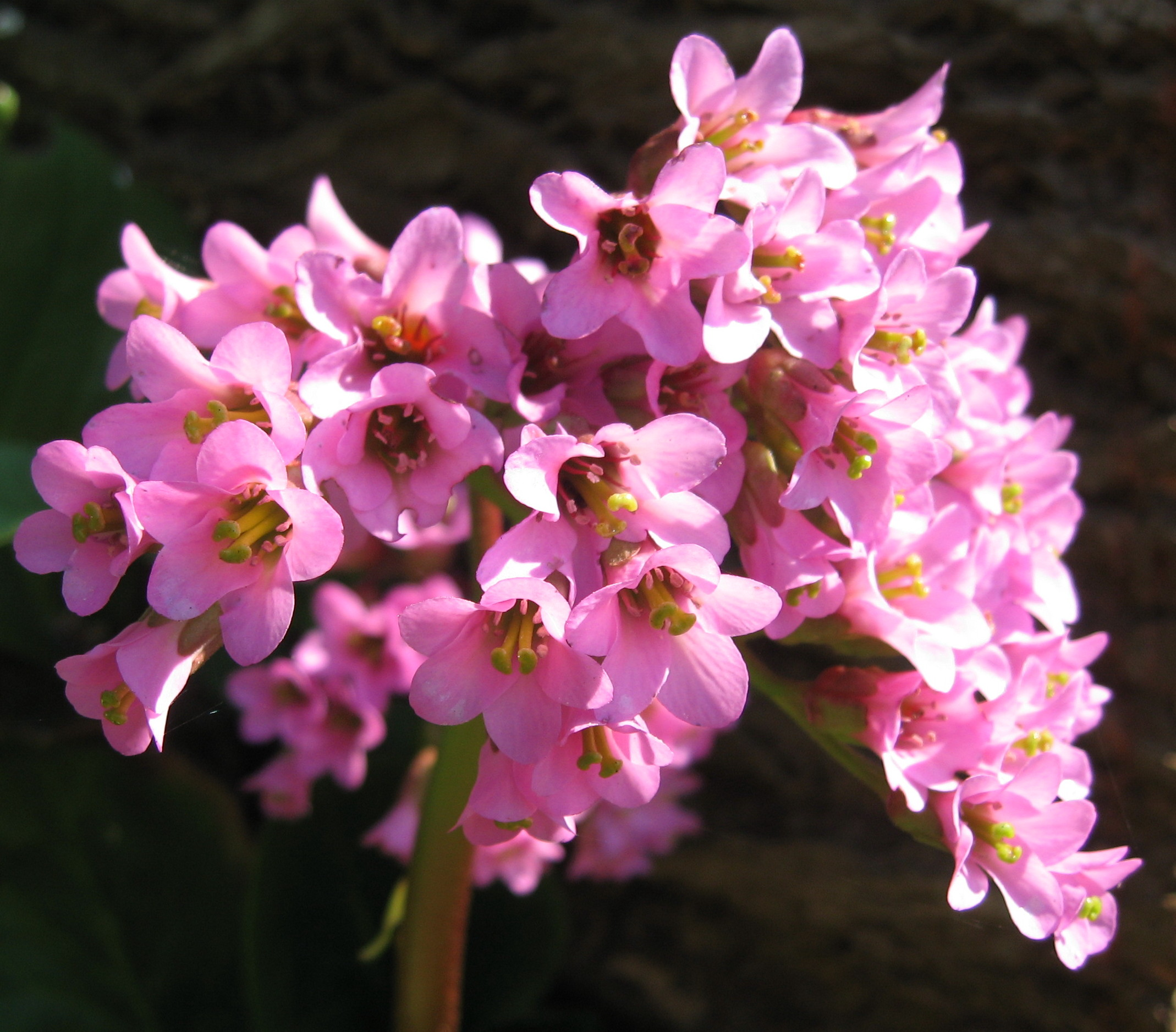
Kwiatostan bergenii czerwieniejącej

PokrójOkazałe, masywne byliny osiągające do 0,5 m wysokości i rozrastające się za pomocą grubych, okrytych łuskami kłączy, tworząc rozległe płaty.
LiścieZimozielone, duże (do 20 cm średnicy), tylko odziomkowe, krótkoogonkowe, z nasadą pochwiastą. Blaszka liściowa zwykle gruba, skórzasta, woskowana, o kształcie owalnym lub kolistym, całobrzegie, karbowane lub ząbkowane.
KwiatyZebrane w gęste, szczytowe kwiatostany wierzchotkowate, rozwijające się przed pojawieniem się nowych liści w danym roku. Kwiaty są okazałe, osiągają do 3 cm średnicy. Działki kielicha w liczbie 5, połączone są nasadami. Płatki, których także jest 5 są wolne. Mają barwę białą, różową do czerwonej. Pręcików jest 10. Zalążnia w znacznej części dolna, powstaje z dwóch owocolistków, każdy z odrębną szyjką słupka. Zalążnia jest jednokomorowa z bardzo licznymi zalążkami osadzonymi brzeżnie.
OwoceWielonasienne torebki. Nasiona są drobne, ciemnobrązowe.

## Systematyka
Bergenia jest najbliżej spokrewniona z rodzajami Mukdenia i Oresitrophe, następna grupa blisko spokrewniona to rodzaje Astilboides, Darmera i Rodgersia.
Pozycja rodzaju według APweb (aktualizowany system APG III z 2009)
Rodzaj z rodziny skalnicowatych (Saxifragaceae) z rzędu skalnicowców (Saxifragales) należących do dwuliściennych właściwych.
Pozycja rodzaju według systemu Reveala (1994-1999)
Gromada okrytonasienne (Magnoliophyta Cronquist), podgromada Magnoliophytina Frohne & U. Jensen ex Reveal, klasa Rosopsida Batsch, podklasa różowe (Rosidae Takht.), nadrząd Saxifraganae Reveal, rząd skalnicowce (Saxifragales Dumort.), podrząd Saxifragineae Engl., rodzina skalnicowate (Saxifragaceae Juss.), rodzaj bergenia (Bergenia Moench).
Wykaz gatunków
- Bergenia ciliata (Haw.) Sternb. – bergenia orzęsiona
- Bergenia crassifolia (L.) Fritsch – bergenia grubolistna (zaliczana jako odmiana var. cordifolia (Haw.) Boiss. często wyodrębniana bywa jako osobny gatunek bergenia sercowata B. cordifolia (Haw.) Sternb.)[8][9]
- Bergenia emeiensis C.Y.Wu ex J.T.Pan
- Bergenia hissarica Boriss.
- Bergenia pacumbis (Buch.-Ham. ex D.Don) C.Y.Wu & J.T.Pan
- Bergenia purpurascens (Hook.f. & Thomson) Engl. – bergenia czerwieniejąca
- Bergenia scopulosa T.P.Wang
- Bergenia stracheyi (Hook.f. & Thomson) Engl. – bergenia Stracheya
- Bergenia tianquanensis J.T.Pan
- Bergenia ugamica V.N.Pavlov

## Zastosowanie
Rośliny ozdobneNiektóre gatunki uprawiane są w ogrodach jako tolerancyjne rośliny ozdobne. W szczególności popularne są w Azji – bergenia grubolistna i B. pacumbis oraz mieszańce między nimi. W Europie uprawia się co najmniej 6 gatunków oraz odmiany uprawne pochodzenia mieszańcowego.
Rośliny lecznicze i przemysłoweBergenie są tradycyjnymi roślinami leczniczymi w Azji. Współcześnie służą jako surowiec do pozyskiwania garbników i arbutyny, mających zastosowanie w przemyśle farmaceutycznym, metalowym i garbarstwie.